# Bośnia i Hercegowina na Zimowych Igrzyskach Olimpijskich 2018
Bośnia i Hercegowina na Zimowych Igrzyskach Olimpijskich 2018 – występ kadry sportowców reprezentujących Bośnię i Hercegowinę na igrzyskach olimpijskich w Pjongczangu w 2018 roku.
W kadrze znalazło się czworo zawodników – dwóch mężczyzn i dwie kobiety. Reprezentanci Bośni i Hercegowiny wystąpili w ośmiu konkurencjach w dwóch dyscyplinach sportowych – biegach narciarskich i narciarstwie alpejskim.
Chorążym reprezentacji Bośni i Hercegowiny podczas ceremonii otwarcia i zamknięcia igrzysk była Elvedina Muzaferija. Reprezentacja Bośni i Hercegowiny weszła na stadion jako 30. w kolejności, pomiędzy ekipami z Białorusi i Boliwii.
Był to 7. start reprezentacji Bośni i Hercegowiny na zimowych igrzyskach olimpijskich i 14. start olimpijski, wliczając w to letnie występy.

## Skład reprezentacji

### Biegi narciarskie
| Konkurencja                                         | Zawodnik              | Kwalifikacje | Kwalifikacje | Ćwierćfinały | Ćwierćfinały | Półfinały | Półfinały | Finały  | Finały  | Finały  |
| Konkurencja                                         | Zawodnik              | Czas         | Miejsce      | Czas         | Miejsce      | Czas      | Miejsce   | Czas    | Strata  | Miejsce |
| --------------------------------------------------- | --------------------- | ------------ | ------------ | ------------ | ------------ | --------- | --------- | ------- | ------- | ------- |
| Bieg indywidualny kobiet na 10 km stylem dowolnym   | Tanja Karišik-Košarac | —            | —            | —            | —            | —         | —         | 29:24,3 | +4:23,8 | 65.     |
| Bieg indywidualny mężczyzn na 15 km stylem dowolnym | Mladen Plakalović     | —            | —            | —            | —            | —         | —         | 38:27,7 | +4:43,8 | 76.     |

### Narciarstwo alpejskie
| Konkurencja            | Zawodnik            | Przejazd 1 | Przejazd 1 | Przejazd 2 | Przejazd 2 | Czas łączny | Miejsce |
| Konkurencja            | Zawodnik            | Czas       | Miejsce    | Czas       | Miejsce    | Czas łączny | Miejsce |
| ---------------------- | ------------------- | ---------- | ---------- | ---------- | ---------- | ----------- | ------- |
| Zjazd kobiet           | Elvedina Muzaferija | —          | —          | —          | —          | 1:46,80     | 31.     |
| Slalom kobiet          | Elvedina Muzaferija | DNF        | DNF        | DNS        | DNS        | DNF         | DNF1    |
| Slalom gigant kobiet   | Elvedina Muzaferija | 1:19,33    | 49.        | 1:15,57    | 44.        | 2:34,90     | 44.     |
| Supergigant kobiet     | Elvedina Muzaferija | —          | —          | —          | —          | 1:27,97     | 42.     |
| Slalom mężczyzn        | Emir Lokmić         | DNF        | DNF        | DNS        | DNS        | DNF         | DNF1    |
| Slalom gigant mężczyzn | Emir Lokmić         | 1:14,55    | 44.        | DNF        | DNF        | DNF         | DNF2    |